# Temporada do Club Universitario de Deportes de 2011
O Club Universitario de Deportes em 2011, participou de três competições: Campeonato Peruano, Copa Inca e Copa Sul-Americana.

## Competições

### Campeonato Peruano
O Torneio Descentralizado da Primeira Divisão Peruana de Futebol Profissional 2011 foi a 95ª edição da Liga Peruana.

#### Classificação Geral
O Universitario terminou na 14ª colocação e não conseguiu se classificar para um torneio internacional. 
| Classificação | Classificação             | Classificação | Classificação | Classificação | Classificação | Classificação | Classificação | Classificação | Classificação |
| Pos           | Time                      | PG            | J             | V             | E             | D             | GP            | GS            | SG            |
| ------------- | ------------------------- | ------------- | ------------- | ------------- | ------------- | ------------- | ------------- | ------------- | ------------- |
| 14            | Universitario de Deportes | 34            | 30            | 8             | 10            | 12            | 25            | 35            | -10           |

### Copa Sul-Americana
A Copa Sul-Americana de 2011 foi a décima edição do torneio organizado pela Confederação Sul-Americana de Futebol. O Universitario chegou às quartas de final.

#### Segunda fase
| 1 de setembro | Deportivo Anzoátegui | 1 - 2 | Universitario | Puerto La Cruz, Venezuela |
|               |                      |       | {{{golos2}}}  |                           |

| 14 de setembro | Universitario | 2 - 0 | Deportivo Anzoátegui | Lima, Peru |
|                |               |       | {{{golos2}}}         |            |

#### Oitavas de final
| 29 de setembro | Godoy Cruz | 1 - 1 | Universitario | Mendoza, Argentina |
|                |            |       | {{{golos2}}}  |                    |

| 20 de outubro | Universitario | 1 - 1 (3 - 2 pen.) | Godoy Cruz   | Lima, Peru |
|               |               |                    | {{{golos2}}} |            |

#### Quartas de final
| 2 de novembro | Universitario | 2 - 0 | Vasco da Gama | Lima, Peru |
|               |               |       | {{{golos2}}}  |            |

| 9 de novembro | Vasco da Gama | 5 - 2 | Universitario | Río de Janeiro, Brasil |
|               |               |       | {{{golos2}}}  |                        |

### Copa Inca
A Copa Inca 2011 foi a única edição dessa competição. Este torneio de futebol teve o formato de copa nacional.

#### Décima-sextas de final
| 28 de maio de 2011 | Sport Áncash | 3 - 2     | Universitario | Huaraz |  |
|                    |              | Relatório | {{{golos2}}}  |        |  |